# Nabój 9 × 19 mm Parabellum
9 × 19 mm Parabellum (9 × 19 mm Luger, 9 × 19 mm NATO) – nabój pistoletowy kaliber 9 mm, o długości łuski 19,15 mm (9 × 19 mm). Jest to obecnie najpopularniejszy na świecie nabój pistoletowy, używany w większości typów pistoletów wojskowych i policyjnych oraz pistoletów maszynowych.

## Historia
Opracowany przez Georga Lugera w 1902 do pistoletów P08 Parabellum (stąd nazywany też Luger). Początkowo z pociskiem walcowo-stożkowym, od 1915 z walcowo-owalnym. Aktualnie produkowany z różnymi rodzajami pocisków i używany w większości armii świata. Charakterystyki produkowanych nabojów tego typu znacznie się różnią, wspólne są jedynie ich wymiary (z wyjątkiem pocisków specjalnych).
Po II wojnie światowej nabój 9 × 19 mm Parabellum znalazł się na uzbrojeniu wielu państw europejskich. Po powstaniu NATO stał się przepisowym nabojem pistoletowym paktu. Nabój 9 × 19 mm NATO musi mieć następujące parametry:
- masa pocisku 7,45 g,
- pocisk w płaszczu,
- prędkość początkowa 396 m/s,
- energia początkowa pocisku 584 J,
- średnią wartość ciśnienia maksymalnego 205 MPa,
- skupienie 76 mm na 50 m.

Przed drugą wojną światową nabój 9 × 19 mm był przepisowym nabojem pistoletowym Wojska Polskiego, stosowany był w pistolecie Vis i pistolecie maszynowym Mors. Obecnie ponownie znalazł się na uzbrojeniu polskiej armii i jest używany równolegle z wycofywanym nabojem 9 × 18 mm Makarowa.
Od 2003 roku nabój 9 × 19 mm Parabellum w wersji 7N21 znajduje się na uzbrojeniu armii Federacji Rosyjskiej.

## Wersje
- D – francuski, pocisk o masie 8 g i prędkości początkowej 396 m/s
- M38 – włoski, pocisk o masie 8 g i prędkości początkowej 305 m/s
- M39B – szwedzki, pocisk o masie 6,8 g i prędkości początkowej 420 m/s
- FN – belgijski, zwykły, pocisk o masie 8 g i prędkości początkowej 356 m/s
- FN – belgijski, smugacz, pocisk o masie 7,65 g i prędkości początkowej 350 m/s
- Mk 2Z – brytyjski, zgodny z 9 × 19 mm NATO
- 7N21 – rosyjski, masa pocisku 5,5 g
- 7N31 – rosyjski specjalny z pociskiem przeciwpancernym do broni typu Pistolet GSz-18, PP-2000

## Producenci
- S & B – Sellier & Bellot, Vlašim, Czechy
- CBC – Companhia Brasileira de Cartuchos, São Paulo, Brazylia
- HP – Hirtenberger Patronen-, Zündhütchen- und Metallwarenfabrik AG, Hirtenberg, Austria
- CCI – Omark Industries, CCI-Speer Sporting Equipment Division, Lewiston USA
- PS – Pirotecnia Militar de Sevilla, Sewilla, Hiszpania
- G.F.L. – Giulio Fiocchi S.p.a. Lecco, Włochy
- 070 – FFV Vanäsverken, Karlsborg, Szwecja
- SM – AB Svenska Metallverken, Sztokholm, Szwecja
- PMC – Poongsan Metal Manufacturing Company Ltd, Poongsan, Korea
- P.M.C. – Eldorado Cartridge Co., Boulder City, USA
- SK – Považské Strojárne, Považská Bystrica, Słowacja
- IK – Igman Zavod, Konjic, Bośnia i Hercegowina
- 21 – Zakłady MESKO, Polska
- BAS – Zakład w Barnauł, Rosja
- LAPUA – Zakład w Lapua, Finlandia
- PFA – Polska Fabryka Amunicji S.A., Polska